# (30879) Hiroshikanai
(30879) Hiroshikanai est un astéroïde de la ceinture principale.

## Description
(30879) Hiroshikanai est un astéroïde de la ceinture principale. Il fut découvert le 25 mai 1992 à Geisei par Tsutomu Seki. Il présente une orbite caractérisée par un demi-grand axe de 2,58 UA, une excentricité de 0,13 et une inclinaison de 15,2° par rapport à l'écliptique.

## Compléments